# Wolfgang von Gronau
Pour les articles homonymes, voir Gronau.
Hans Wolfgang von Gronau, né le 25 février 1893 à Berlin et mort le 17 mars 1977 à Frasdorf, est un pionnier de l'aviation allemande et général de la Luftwaffe.
Pendant la Seconde Guerre mondiale, il est attaché aérien et chef de l'état-major de liaison de la Luftwaffe au Japon.

## Biographie
Wolfgang von Gronau est né à Berlin dans une famille issue de l'ancienne dynastie de la maison Berg. Il est le fils du général d'artillerie Hans von Gronau et de Luise Gerischer (1867-1926).
Juste avant la Première Guerre mondiale, il rejoint la marine impériale allemande où il est chargé d'un escadron d'hydravions. Après la dissolution de l'armée impériale en 1919, il atteint le grade d'Oberleutnant zur See, le grade de lieutenant le plus élevé de la marine allemande.
Le 18 août 1930, il effectue un vol transatlantique à bord d'un Dornier Wal, l'ancien hydravion D-1422 piloté auparavant par Roald Amundsen. Il décolle de Sylt, passe par les îles Féroé, l'Islande, le Groenland et le Labrador et atteint New York après avoir parcouru 7 520 km en 47 heures de vol.
Le 21 juillet 1932, il vole depuis l'Allemagne autour du monde sur un autre hydravion Dornier Wal — nommé « Grönland Wal » (Baleine du Groenland) — avec un équipage de trois personnes. Il revient 111 jours plus tard, le 10 novembre, après avoir décollé de List auf Sylt vers l'ouest à travers l'Islande, le Groenland, le Canada, les Aléoutiennes, l'Alaska, les Kouriles, le Japon, la Chine, les Philippines, l'Indonésie, Malacca, la Birmanie, Ceylan, l'Inde, l'Iran, l'Irak, Chypre, la Grèce et l'Italie, atterrissant enfin dans le lac de Constance après avoir parcouru plus de 44 000 km.
Il devient président de l'Aeroclub von Deutschland en 1934 et en 1935 vice-président de la Fédération Aéronautique Internationale. Il est affecté à l'ambassade d'Allemagne à Tokyo comme attaché de l'air peu avant le déclenchement de la Seconde Guerre mondiale. Il vit comme diplomate au Japon jusqu'à la fin de la guerre, après avoir atteint le grade de général de division lors de la dissolution du Troisième Reich.
En 1947, il s'installe en Haute-Bavière.
Il meurt à Frasdorf en 1977. Il est inhumé à List auf Sylt, près de la tombe de sa femme.

## Récompenses et distinctions
Wolfgang von Gronau a remporté le Trophée Harmon en 1932. À List auf Sylt se dresse un mémorial en pierre dédié à ses exploits en hydravion.
Les Nunataks de Gronau (69°27′N 30°15′O) et le glacier de Gronau (69°29′N 30°54′O) dans le nord de la Terre du roi Christian IX, au Groenland, portent son nom.
Une rue de la capitale des Philippines, Manille, porte son nom, bien que mal orthographié Von Granao.